# Фоттєво
Фоттєво (рос. Фотьево) — присілок в Великолуцькому районі Псковської області Російської Федерації.
Населення становить 311 осіб. Входить до складу муніципального утворення Переслегинська волость.

## Історія
Від 2014 року входить до складу муніципального утворення Переслегинська волость.

## Населення
| 2001 | 2002 | 2010 |
| ---- | ---- | ---- |
| 328  | ↘311 | →311 |